# Dendryphantes madrynensis
Dendryphantes madrynensis là một loài nhện trong họ Salticidae.
Loài này thuộc chi Dendryphantes. Dendryphantes madrynensis được Cândido Firmino de Mello-Leitão miêu tả năm 1940.